# Université des affaires de Bakou
L'université des affaires de Bakou est un établissement d'enseignement supérieur privé à Bakou, en Azerbaïdjan.

## Histoire
L'université des affaires de Bakou a été fondée en 1993. 

## Facultés
- Affaires et gestion
- Economie et gestion[1]